# Todtnau
Todtnau ist eine Stadt und staatlich anerkannter Luftkurort im Südschwarzwald im Landkreis Lörrach in Baden-Württemberg (Deutschland).

## Geographie
Todtnau liegt im Südschwarzwald zwischen Feldberg und Belchen in 570 bis 1390 Metern Höhe im Wiesental. Mehr als 60 % des Gemeindegebiets sind von Wald bedeckt.

### Stadtgliederung
Zur Stadt Todtnau mit den früher selbständigen und in den 1970er Jahren eingemeindeten Gemeinden Aftersteg, Geschwend, Muggenbrunn, Präg, Schlechtnau und Todtnauberg gehören die Stadt Todtnau und 25 weitere Dörfer, Weiler, Zinken, Höfe und Häuser:
- Aftersteg: Dorf Aftersteg, Weiler Hasbach
- Geschwend: Dorf Geschwend, Häuser Gisiboden (auch Dießenboden) und Grafenmatte
- Muggenbrunn: Dorf Muggenbrunn
- Präg: Dörfer Präg (Hinter- und Vorderdorf) und Herrenschwand, Hof Präger Böden und Haus Weißenbach
- Schlechtnau: Dorf Schlechtnau und Häuser Kressel
- Todtnau (in den Grenzen von 1971): Stadt Todtnau, Stadtteile Brandenberg[8] und Fahl,[9][10] Siedlung Auf der Säge, Weiler Poche, Haus Notschrei, sowie seit 1973 ein Feriendorf[11] des Deutschen Erholungswerks
- Todtnauberg: Dorf Todtnauberg, Weiler Ennerbach, Hangloch und Rütte, Zinken Büreten, Hof Ebenehof, Häuser Hornmatt und Radschert

Im Gebiet der ehemaligen Gemeinde Präg liegt die Wüstung Schloß.
- Todtnau im Tal der Wiese, dahinter der Belchen
- Blick auf Todtnau
- Todtnau, Kirche St. Johannes der Täufer
- Blick auf Todtnauberg
- Blick vom Seebuck auf Fahl im oberen Wiesental
- Muggenbrunn, Kirche St. Cornelius
- Schlechtnau, Kapelle
- Geschwend, Kirche St. Wendelin
- Aftersteg, Kirche St. Anna
- Glasbläserhof Aftersteg

Einwohnerzahl der zehn Stadtteile am 2. Januar 2024
| Stadtteil     | Einwohnerzahl |
| ------------- | ------------- |
| Todtnau       | 2233          |
| Todtnauberg   | 674           |
| Geschwend     | 409           |
| Schlechtnau   | 358           |
| Brandenberg   | 327           |
| Aftersteg     | 316           |
| Muggenbrunn   | 288           |
| Präg          | 251           |
| Herrenschwand | 105           |
| Fahl          | 22            |
| Stadt Todtnau | 4983          |

### Nachbargemeinden
Todtnau grenzt (im Uhrzeigersinn von Norden beginnend) an die Gemeinden:
- Oberried und Feldberg (Schwarzwald) im Landkreis Breisgau-Hochschwarzwald,
- St. Blasien, Bernau im Schwarzwald und Todtmoos im Landkreis Waldshut,
- Häg-Ehrsberg, Schönau im Schwarzwald, Fröhnd, Utzenfeld und Wieden im Landkreis Lörrach und
- Münstertal/Schwarzwald im Landkreis Breisgau-Hochschwarzwald.

## Geschichte

### Bis zum 18. Jahrhundert
Die Besiedlung der Gegend begann im 6. Jahrhundert durch die Alamannen. Urkundlich erstmals erwähnt wurde Todtnau 1025 in einer Urkunde König Konrads II. Seit 1125 unterstand der Ort der Gerichtsbarkeit der Zähringer. Nach dem Erlöschen des Geschlechts ging das Recht 1218 an die Staufer über. 1288 war das Gründungsjahr als Pfarrei. Bereits 1283 wurde Todtnauberg erwähnt, das – ebenso wie das 1352 erwähnte Aftersteg – als Bergbausiedlung entstanden war. Todtnau war um diese Zeit das Zentrum des Silberbergbaus im Südschwarzwald und gehörte mit seiner Umgebung damals als Vogtei zum Kloster St. Blasien. Während die Bauernsiedlung Aftersteg 1352 aus drei Häusern und Scheunen bestand, waren in diesem Jahr in Todtnau bereits zehn Häuser um die Kirche, 23 Einsiedlerhöfe und 23 Erzmühlen zu finden. Im 14. Jahrhundert nannte sich ein Zweig des Freiburger Adelsgeschlechts von Falkenstein „von Todtnau“. Günse von Todtnau, wohl eine Tochter des in der ersten Hälfte des 14. Jahrhunderts erwähnten Peter von Todtnau (Totenouwe), wird gemeinsam mit ihren beiden Söhnen Hamman und Thomans sowie ihrer Tochter Grete als Witwe des Edelknechts Hildebrand von Falkenstein bezeichnet. Sie nannten sich jedoch nicht nach dem Namen des Vaters, sondern nach jenem der Mutter. Ein Johannes von Todtnau wird noch in der ersten Hälfte des 15. Jahrhunderts als Zeuge genannt.
Im 17. Jahrhundert war die Blütezeit des Silberbergbaus bereits vorbei, und spätestens durch den Dreißigjährigen Krieg verarmten die ehemals reichen Bergleute und waren gezwungen, ihren Lebensunterhalt in der Landwirtschaft zu bestreiten.
Von 1366 bis 1805 gehörte Todtnau zu Vorderösterreich, danach wurde es badisch.

### 19. und 20. Jahrhundert
Am 24. Juli 1809 erlangte Todtnau das Stadtrecht.
1876 verwüstete ein Großbrand den Ortskern mit der damals im Tal stehenden Kirche und das sogenannte Oberdorf (Oberstraße). Das heutige Ortsbild mit der über dem Tal stehenden Kirche ist ein Ergebnis des darauf folgenden Wiederaufbaus.
Inzwischen sind Todtnau und die Umgebung ein beliebtes Ferienziel im Südschwarzwald. Außerdem war es bis 1967 Endpunkt des „Todtnauerli“, einer Schmalspurbahn, die in Zell im Wiesental begann.
Am 27. Juni 1971 fuhr die Tour de France 1971 durch Todtnau und war Teil der Etappe von Basel nach Freiburg.

### Eingemeindungen
1939 wurde Brandenberg-Fahl eingemeindet. Im Zuge der Gemeindegebietsreform in Baden-Württemberg wurden die folgenden Gemeinden nach Todtnau eingemeindet:
- 1. April 1972: Schlechtnau[17]
- 1. April 1974: Aftersteg, Geschwend, Muggenbrunn, Präg, Todtnauberg[18]

- Wappen der ehemaligen Gemeinden
- Brandenberg
- Schlechtnau
- Aftersteg
- Geschwend
- Herrenschwand
- Muggenbrunn
- Präg
- Todtnauberg

## Politik

### Gemeinderat
In Todtnau wird der Gemeinderat nach dem Verfahren der unechten Teilortswahl gewählt. Dabei kann sich die Zahl der Gemeinderäte durch Überhangmandate verändern. Der Gemeinderat besteht aus den 22 gewählten ehrenamtlichen Gemeinderäten und dem Bürgermeister als Vorsitzendem. Der Bürgermeister ist im Gemeinderat stimmberechtigt.
Die Kommunalwahl am 9. Juni 2024 führte zu folgendem Endergebnis.
| Parteien und Wählergemeinschaften | Parteien und Wählergemeinschaften           | % 2024 | Sitze 2024 | % 2019 | Sitze 2019 | Kommunalwahl 2024 %6050403020100 55,49 % (+6,09 %p)26,56 % (+0,16 %p)17,95 % (−6,25 %p) CDUSPDFW20192024 |
| CDU                               | Christlich Demokratische Union Deutschlands | 55,49  | 11         | 49,4   | 12         | Kommunalwahl 2024 %6050403020100 55,49 % (+6,09 %p)26,56 % (+0,16 %p)17,95 % (−6,25 %p) CDUSPDFW20192024 |
| SPD                               | Sozialdemokratische Partei Deutschlands     | 26,56  | 5          | 26,4   | 6          | Kommunalwahl 2024 %6050403020100 55,49 % (+6,09 %p)26,56 % (+0,16 %p)17,95 % (−6,25 %p) CDUSPDFW20192024 |
| FW                                | Freie Wählervereinigung                     | 17,95  | 4          | 24,2   | 6          | Kommunalwahl 2024 %6050403020100 55,49 % (+6,09 %p)26,56 % (+0,16 %p)17,95 % (−6,25 %p) CDUSPDFW20192024 |
| gesamt                            | gesamt                                      | 100,0  | 22         | 100,0  | 24         | Kommunalwahl 2024 %6050403020100 55,49 % (+6,09 %p)26,56 % (+0,16 %p)17,95 % (−6,25 %p) CDUSPDFW20192024 |
| Wahlbeteiligung                   | Wahlbeteiligung                             | 66,0 % | 66,0 %     | 70,2 % | 70,2 %     | Kommunalwahl 2024 %6050403020100 55,49 % (+6,09 %p)26,56 % (+0,16 %p)17,95 % (−6,25 %p) CDUSPDFW20192024 |

### Bürgermeister
Bürgermeister ist seit dem 27. September 2023 Oliver Fiedel. Er wurde am 9. Juli 2023 mit 95,1 Prozent der Stimmen gewählt.
Seit 1809 waren folgende Personen Bürgermeister von Todtnau:
| - 1809–1814: Peter Thoma - 1814–1823: Christian Schubnell - 1823–1831: Lorenz Halblitzel - 1831–1838: Peter Brender - 1838–1842: Josef Kajetan Faller - 1842–1848: Lorenz Halblitzel - 1848–1849: Kasimir Kaiser - 1849–1852: Andreas Asal - 1852–1861: Lorenz Halblitzel - 1861–1872: Fridolin Wißler - 1872–1879: Gottfried Wißler | - 1879–1891: Fridolin Wißler - 1891–1896: Albert Thoma - 1896–1923: Karl Otto Keller - 1924–1933: Josef Huber - 1933–1945: Paul Aßmus - 1945 (April–Juli): August Belstler - 1945–1948: Josef Kunz - 1948–1975: Franz Dietsche - 1975–1999: Edmund Keller - 1999–2023: Andreas Wießner - 2023–0000: Oliver Fiedel |

### Wappen
Die Blasonierung des Wappens lautet: „In Gold auf grünem Schildfuß ein nach links schreitender Bergmann in silberngeschmückter Tracht mit schwarzen Kappe, einen geschulterten schwarzen Schlägel in der Rechten, eine schwarze Fackel mit roter Flamme in der Linken; an den Armen, durch silberne Riemen gehalten, rechts ein schwarzen Beutel, links zwei schwarze Eisen.“
Der Bergmann mit Schlägel ist bereits auf den Todtnauer Siegeln zwischen 1341 und 1699 abgebildet. 1902 gestaltete das Generallandesarchiv Karlsruhe das Wappen, das mit Änderungen in der Farbgebung und Schildform weitergeführt wurde. Das Wappen in der heutigen Form wurde der Stadt 1972 vom baden-württembergischen Innenministerium verliehen.
Die Wappenbeschreibung ist ein Hinweis auf die historische Bedeutung des Silberbergbaus in der Umgebung der Stadt. Auch die Wappen von eingemeindeten Gemeinden zeigen Elemente, die auf den Bergbau verweisen (Aftersteg, Brandenberg, Todtnauberg).

## Kultur und Sehenswürdigkeiten

### Natur und Landschaft
Zwischen Todtnau und Aftersteg befinden sich die Todtnauer Wasserfälle, in denen der Stübenbach 97 Meter in die Tiefe stürzt. Sie sind von Parkplätzen bei Todtnauberg und Aftersteg aus erreichbar. Im oberen Talschluss des Wiesentales finden sich die Fahler Wasserfälle mit einer Gesamthöhe von rund 40 Metern. Große Teile des Stadtgebietes von Todtnau sind von den beiden größten Naturschutzgebieten Baden-Württembergs eingenommen, dem Natur- und Landschaftsschutzgebiet Feldberg und dem Gletscherkessel Präg.
Die 450 Meter lange Hängebrücke „Blackforestline“ wurde im Mai 2023 eröffnet.
Auf einem historischen Rundgang durch Todtnau-Muggenbrunn bietet sich die Möglichkeit, eine geschichtliche Reise zu unternehmen. Das Dorf und dessen Vergangenheit können Interessierte auf insgesamt 21 Informationstafeln, die sich unterwegs befinden, kennenlernen. Die Natur des Ortes und ein Ausblick über Muggenbrunn gehören bei dieser Wanderung ebenso dazu wie ein Besuch im ältesten Haus des Dorfes.
Im März 2019 stürzte im Ortsteil Geschwend ein 5,5 Tonnen schwerer Felsbrocken aus 800 Metern Höhe beinahe auf ein Haus am Fuße des Berges. Sieben Monate später, am 23. Oktober, ließ Todtnaus Bürgermeister Andreas Wießner 15 Häuser evakuieren. Auch die Kirche St. Wendelin darf nicht betreten werden. Einige Wochen später durften sechs der Häuser wieder bewohnt werden. Inzwischen wird der Hang mit Ankern und Stahlnetzen gesichert.

### Kirchengebäude
- St. Johannes der Täufer (Todtnau)
- St. Cornelius (Muggenbrunn)
- St. Wendelin (Geschwend)
- St. Anna (Aftersteg)
- Kapelle (Schlechtnau)

### Sport
Auf dem südöstlich gelegenen Hasenhorn befindet sich neben einer Mountainbike-Downhill-Strecke und einer im Winter präparierten Schlitten-Rodelpiste mit 3500 m Länge eine 2900 Meter lange Allwetter-Rodelbahn (Sommer- und Winterbetrieb). Die Bahn überwindet einen Höhenunterschied von 385 Metern.
In der Schwarzwald-Kaserne in Todtnau-Fahl gibt es eine Sportfördergruppe der Bundeswehr.
In Todtnau wurde 1891 der älteste deutsche Skiclub gegründet, der Skiclub Todtnau 1891.
In Todtnauberg gibt es fünf Schlepplifte und ein Förderband mit einer Pistenlänge von 13 Kilometern. Immer mittwochs bis freitags gibt es Flutlichtfahren ab 17 Uhr. Mit der Hochschwarzwald-Card können diese Lifte kostenlos genutzt werden, da sie zum Liftverbund Feldberg gehören.
Das ebenfalls in Todtnau ansässige Nordic Center Notschrei mit seiner Nordic Arena ist als DSV-Bundesstützpunkt für Ski Nordisch/Biathlon eine Anlaufstelle für Bundes- und Landeskader-Athleten sowie ergänzend durch Verbands-Kader und Vereine. Auch der Deutsche Behinderten-Sportverband (DBS) und internationale Trainingsgruppen nutzen die Anlage. Die Arena stellt den einzigen wettkampftauglichen Standort für Biathlon in Baden-Württemberg dar, sodass hier nationale und internationale Wettbewerbe durchgeführt werden können. Zum Nordic Center Notschrei gehören außerdem das angrenzende Loipenzentrum und eine Nordic-Schule.
An Ostern 1980 konnte sich eine Mannschaft aus Todtnau bei der deutschen Qualifikation von Spiel ohne Grenzen gegen Walldorf, Bellheim, Bad Wurzach und den Gastgeber Bruchsal durchsetzen und sich für die internationale Spielrunde am 27. Mai 1980 im portugiesischen Vilamoura qualifizieren. Auch hier konnte Todtnau – diesmal gegen sieben europäische Städte – den Wettkampf gewinnen. Mit diesem Sieg konnten sie am 10. September am abschließenden großen Finale im belgischen Namur teilnehmen, wo sie den 4. Schlussrang belegten.

### Museen
Im September 2020 wurde das Bürstenmuseum Todtnau eröffnet. Das Museum widmet sich der Geschichte der Todtnauer Bürstenindustrie von 1770 bis heute. Es ist in zwei Räume unterteilt. Raum I beschreibt die Phase der Manufaktur von 1770 bis 1902. In diesem Raum ist vor allem die Arbeitsteilung wichtig, die von Leodegar Thoma in Todtnau eingeführt worden ist. Der Raum II widmet sich der Industrialisierung ab 1902 bis heute. Diese Phase nahm ihren Anfang mit Anton Zahoransky, der 1902 eine Maschinenfabrik für Spezialmaschinen für die Bürstenindustrie in Todtnau gründete.
Dem Bürstenmuseum angegliedert ist die Nessler-Ausstellung, die das Leben und Wirken von Karl Ludwig Nessler (1872–1951) zeigt, dem Erfinder der Dauerwelle.

### Regelmäßige Veranstaltungen
Seit 1975 findet jährlich das Städlifest statt. Bei diesem Stadtfest betreiben Todtnauer Vereine Verkaufsstände für verschiedene Spezialitäten und Festzelte. Ein Teil des dabei erwirtschafteten Gewinns geht an jährlich wechselnde Wohltätigkeitsorganisationen.
Seit 2002 wird in Todtnauberg, wo Martin Heidegger viel Zeit in seiner Hütte verbrachte, ein „Philosophischer Herbst“ veranstaltet, dessen Thematik vom Werk des Philosophen inspiriert ist. Ebenfalls in Todtnauberg werden seit 2005 unter dem Motto „Lesen auf dem Berg“ im November und Dezember die Literaturtage Todtnauberg veranstaltet, eine Plattform für Begegnungen mit oberrheinischen Autoren. Zudem findet seit 2006 alle zwei Jahre das Schwarzwälder Kirschtortenfestival statt, bei dem jeweils Amateure und Profis mit ihren Schwarzwälder Kirschtorten im Wettbewerb stehen. Im Jahr 2020 wurde die Veranstaltung aufgrund der COVID-19-Pandemie auf das folgende Jahr verschoben. Die 9. Auflage der Veranstaltung fand daher im April 2023 statt.

## Wirtschaft und Infrastruktur

### Verkehr
Die Bundesstraße 317 (Weil am Rhein – Feldbergpass – Titisee-Neustadt) bindet Todtnau an das überregionale Straßennetz an. Ferner gibt es eine Straßenverbindung in den Raum Freiburg auf der Landesstraße 126 über den Notschrei nach Kirchzarten im Dreisamtal und ab Notschrei auch über den Schauinsland direkt nach Freiburg (L 124). Der Bahnhof Todtnau lag an der heute stillgelegten Bahnstrecke Zell im Wiesental–Todtnau. Über Geschwend erreicht man den Weißenbachsattel und die Gemeinde Todtmoos im benachbarten Landkreis Waldshut.
In Todtnau beginnt der 54 Kilometer lange Wiesental Radweg, der quer durch den Landkreis Lörrach bis nach Basel führt.

### Ansässige Unternehmen
Die größten Industrieunternehmen und Arbeitgeber sind die Textilwerke Todtnau Bernauer KG sowie die Firmen Zahoransky Group (der weltweit größte Hersteller von Maschinen zur Bürstenproduktion), Ebser (ebenfalls traditionsreicher Hersteller von Bürstenmaschinen) und die Bürstenhersteller Faller, Huber, Keller, Knotz und Sättele.
Ein Teil der örtlich ansässigen Unternehmen bemüht sich seit dem Jahr 2002 als Initiativkreis Oberes Wiesental (IOW) um die Verbesserung der ökonomischen und sozialen Infrastruktur des oberen Wiesentals.

## Persönlichkeiten

### Söhne und Töchter der Stadt
- Johannes Kreuz (* im 14. Jahrhundert), Abt im Kloster St. Blasien
- Petrus Bösch (* im 15. Jahrhundert), Abt im Kloster St. Blasien
- Blasius Bernauer (1740–1818), Orgelbauer
- Leodegar Thoma (1746–1821), Begründer der Todtnauer Bürstenindustrie
- Franz Joseph Faller (1797–1874), Bürstenfabrikant
- Karl Ludwig Nessler (1872–1951), Friseur und Erfinder der Dauerwelle, den seit Oktober 2006 auch ein Nessler-Museum in Todtnau ehrt, eingerichtet als Friseursalon im Jugendstil.[34]
- Eduard Lais (1893–1974), geboren in Präg, Volkswirt und Politiker (BCSV, CDU), Landtagsabgeordneter, badischer Wirtschaftsminister
- Karl Vetter (1895–1964), Politiker (NSDAP)
- Erwin Mülhaupt (1905–1996), evangelischer Theologe, Professor für Kirchengeschichte an der Kirchlichen Hochschule in Wuppertal
- Franz Dietsche (1912–1975), Landtagsabgeordneter der CDU in Baden-Württemberg, Bürgermeister von Todtnau 1948–1975.

### Weitere Persönlichkeiten
- Martin Heidegger (1889–1976), Philosoph; besaß ab 1922 eine Hütte in Todtnauberg, wo er viel Zeit verbrachte, einige seiner Bücher verfasste und von Gästen wie etwa dem Physiker Werner Heisenberg, dem Dichter Paul Celan, dem Spiegel-Herausgeber Rudolf Augstein und den Philosophen Hermann Mörchen und Hans-Georg Gadamer besucht wurde.